# Calodesma contracta
Calodesma contracta là một loài bướm đêm thuộc phân họ Arctiinae, họ Erebidae.